# Daniel Felton
Daniel John Felton (ur. 5 lutego 1955 w Portsmouth) – amerykański duchowny katolicki, biskup diecezjalny Duluth od 2021.

## Życiorys

### Prezbiterat
Święcenia kapłańskie otrzymał 13 czerwca 1981 i został inkardynowany do diecezji Green Bay. Pracował przede wszystkim jako duszpasterz parafialny. W latach 1985–1990 współpracował z Catholic Telecommunications Network of America. W 2014 mianowany wikariuszem generalnym diecezji.

### Episkopat
7 kwietnia 2021 papież Franciszek mianował go biskupem diecezjalnym Duluth. Sakry biskupiej udzielił mu 20 maja 2021 arcybiskup Bernard Hebda.